# Голямото бягство
„Голямото бягство“ (на английски: The Great Escape) e американски приключенски филм, режисиран от Джон Стърджис, който излиза на екран през 1963 година. Главните роли се изпълняват от Стийв Маккуин, Джеймс Гарнър, Ричард Атънбъро, Чарлс Бронсън и Джеймс Кобърн. Списание „Емпайър“ поставя „Голямото бягство“ сред първите 100 в класацията си „500 най-велики филма за всички времена“.

## Сюжет
Сценарият на Джеймс Клавел и Уилям Бърнет разказва историята за организирането на масово бягство от затвор за военнопленници по време на Втората световна война. Сюжетът е базиран на едноименната мемоарна книга на австралиеца Пол Брикхил за действителен случай на бягство от „Сталаг Луфт ІІІ“ – лагер на Луфтвафе.

## В ролите
| Актьор          | Роля                                        |
| --------------- | ------------------------------------------- |
| Стийв Маккуин   | капитан Хилтс („краля на карцера“)          |
| Джеймс Гарнър   | лейтенант Хидли („муфтаджията“)             |
| Ричард Атънбъро | командир на ескадрила Бартлет („големия Х“) |
| Чарлс Бронсън   | лейтенант Велински („краля на тунела“)      |
| Джеймс Кобърн   | офицер Седжуик („фабриканта“)               |
| Джеймс Донълд   | капитан Рамзи                               |
| Донълд Плийзънс | лейтенант Блайт („фалшификатора“)           |
| Ханс Месмър     | комендант Фон Люгер                         |
| Дейвид Маккалъм | лейтенант Ерик Ашли-Пит                     |
| Гордън Джаксън  | лейтенант Анди Макдонълд                    |
| Джон Лейтън     | лейтенант Уилям Дикс                        |

## Награди и Номинации
Награди „Златен глобус“
- Номинация за най-добър филм

Московски филмов фестивал
- Награда за най-добър актьор за Стийв Маккуин